# Дюссельдорфская ярмарка

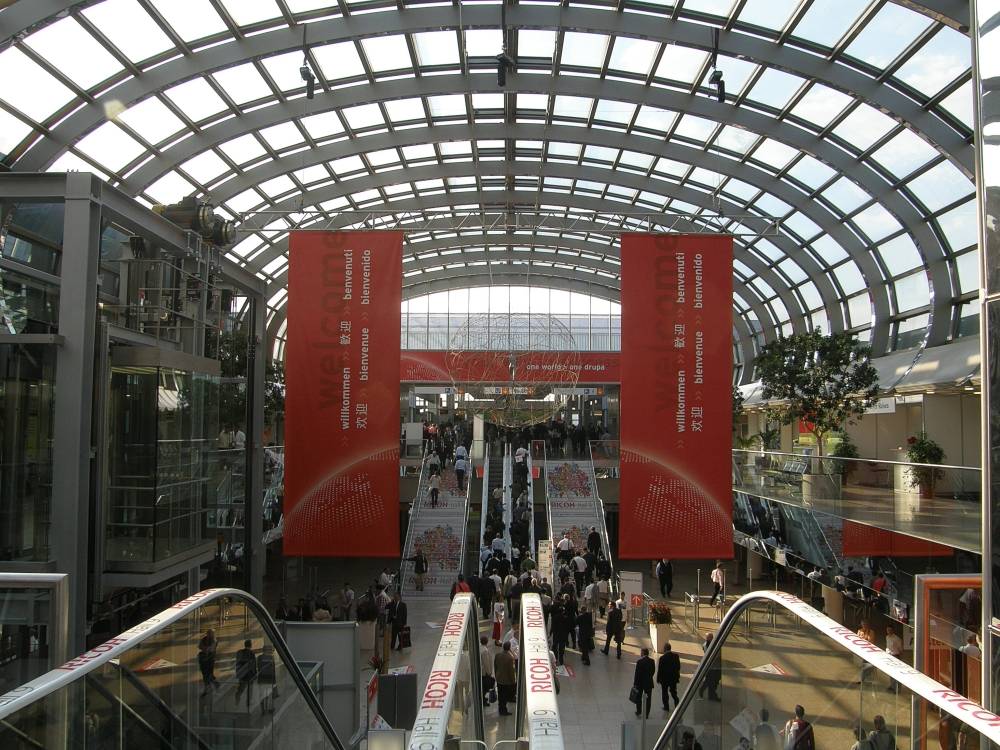
Дюссельдорфская ярмарка в 2008

Дюссельдорфская ярмарка — компания, занимающая организацией выставок, расположенная в городе Дюссельдорфе.
В 2006 году в компании работало 1459 сотрудников, а общая площадь выставок составляла 306 000 м2 (в том числе 262 700 м2 в помещении). Компания является крупнейшей в отрасли. Она является организатором более чем 40 выставок проходящих в течение всего года.
Имеет партнерские связи с множеством ярмарок по всему миру, в том числе с ярмарками из России. В 1963 году было открыто представительство Messe Dusseldorf в СССР. Примыкает к стадиону «Меркур Шпиль-Арена».

## История
На территории Дюссельдорфа за столетия его истории проходило множество ярмарок. Компания, которая  в настоящее время руководит выставками и ярмарками была создана в 1947 году как Nordwestdeutsche Ausstellungsgesellschaft mbH (NOWEA), сейчас она называется Messe Düsseldorf GmbH. В 1971 году основные площади выставок переехали в Штокум, рядом с аэропортом. В 1993 году на территории компании Messe Dusseldorf проходил финал Кубка Дэвиса.

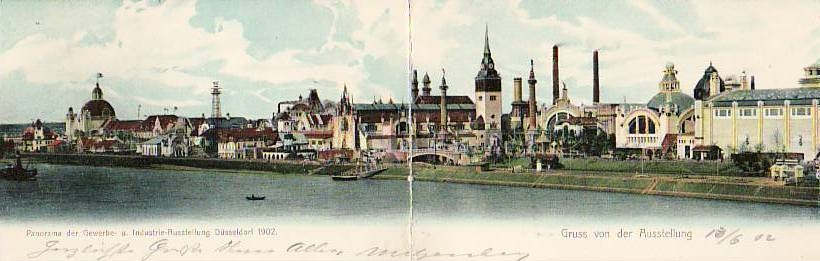
Панорама выставки с Оберкассельского моста в 1902 году
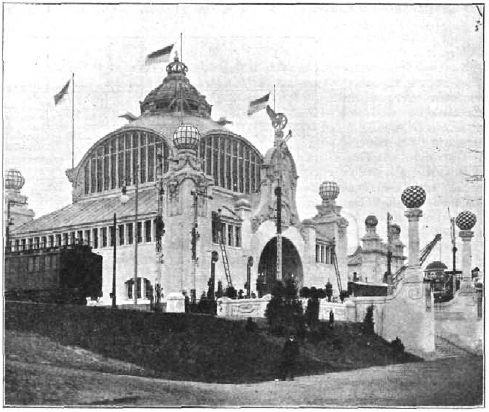
Павильон железных дорог на выставке 1902 года
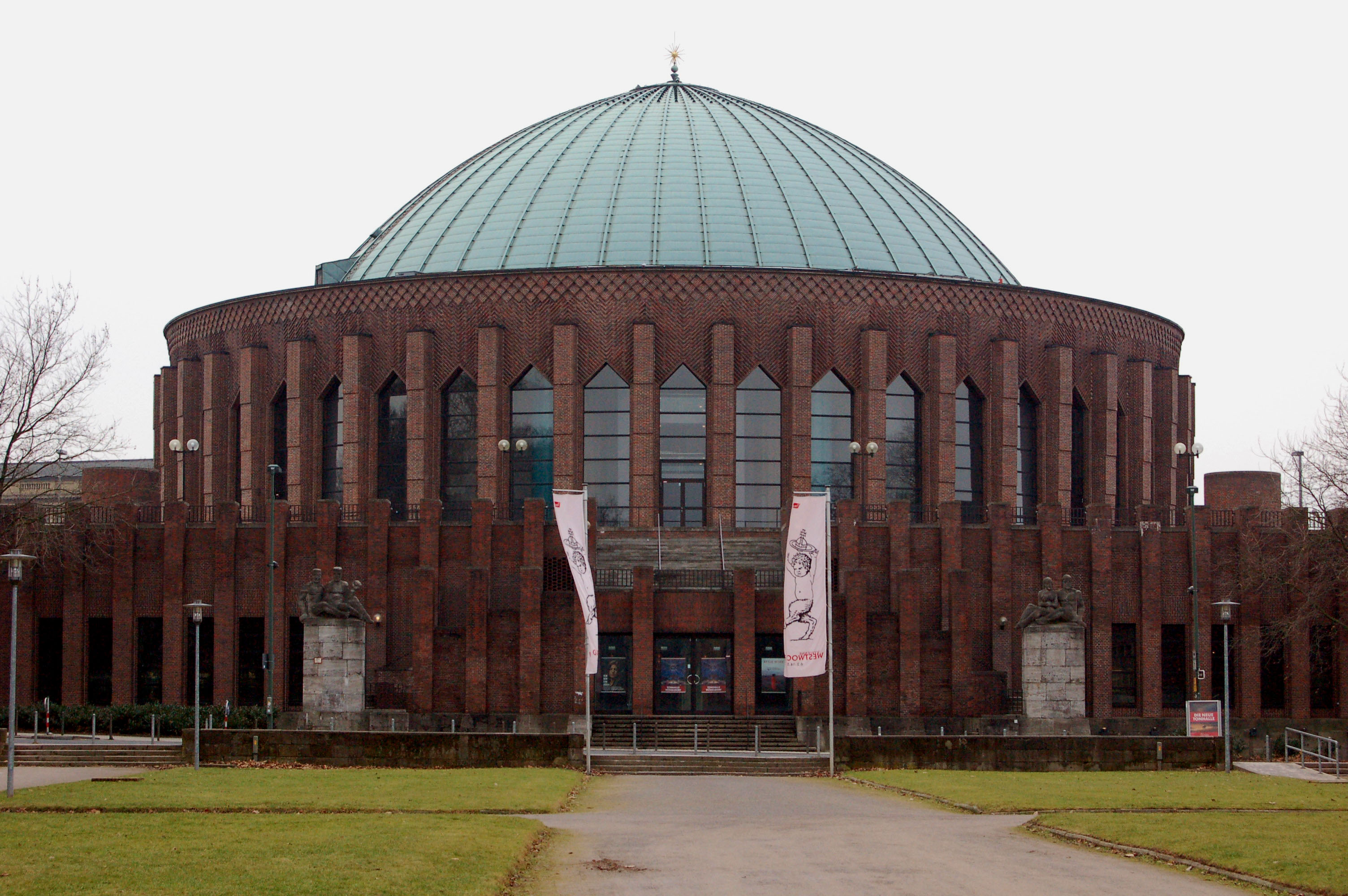
Здание выставки-ярмарки в  1926 году
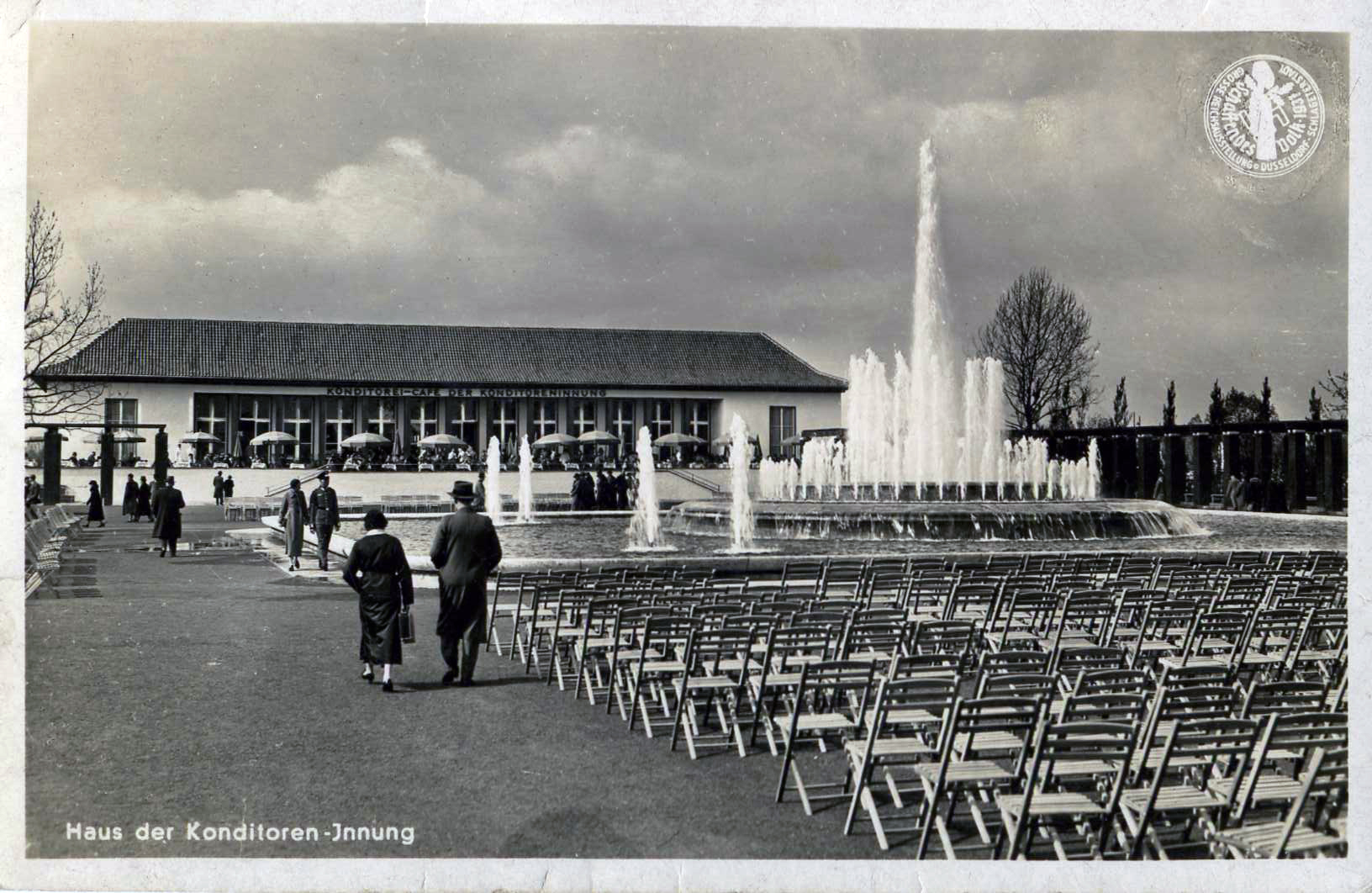
Дом кондитеров во время выставки 1937 года
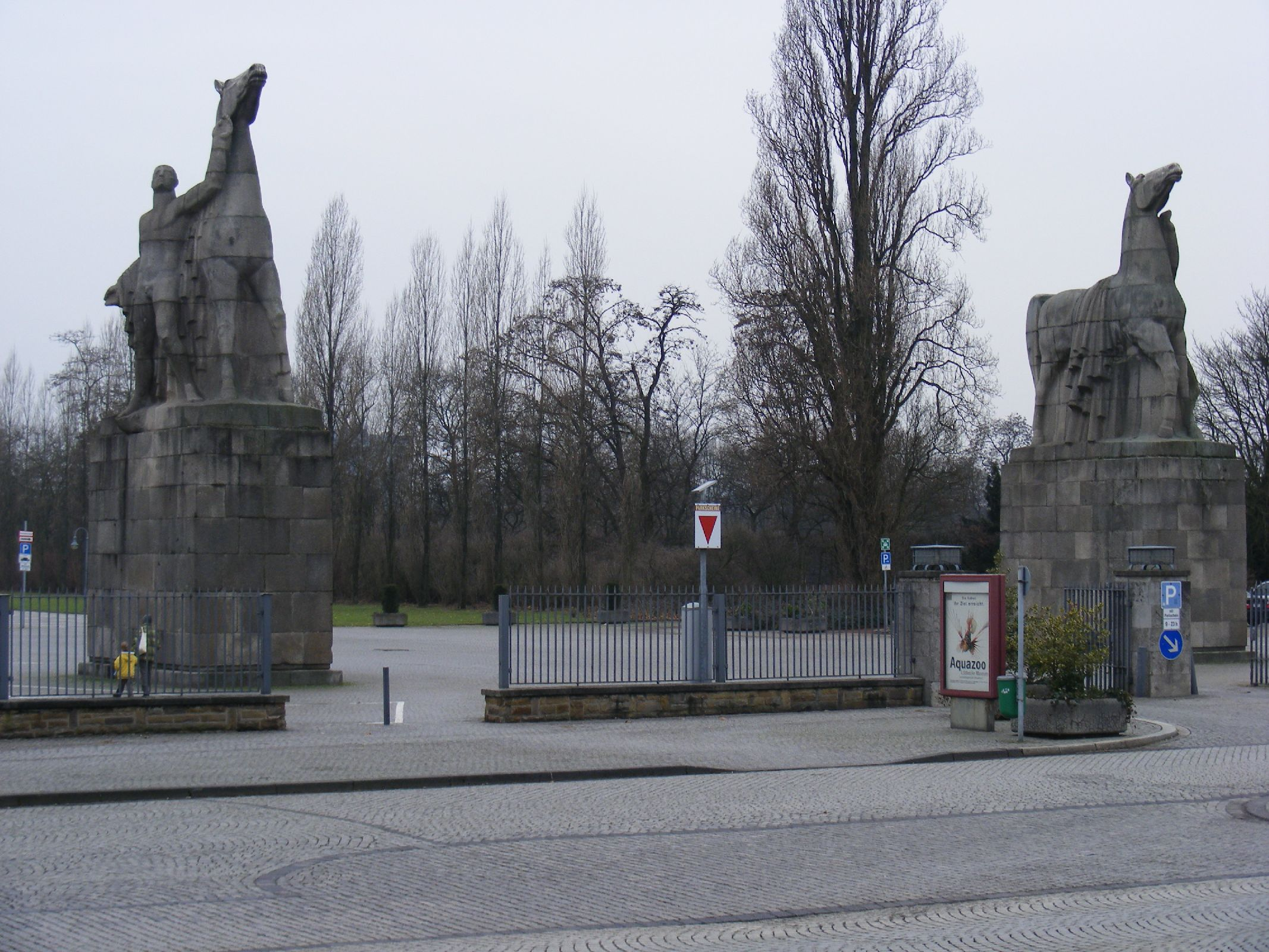
Скульптура лошади, изготовленная к выставке 1937 года

## Филиалы
| имя                                                                       | расположение              |
| ------------------------------------------------------------------------- | ------------------------- |
| Messe Düsseldorf ASIA Pte. Ltd.                                           | Сингапур, Сингапур        |
| Messe Düsseldorf North America Inc.                                       | Чикаго, США               |
| Messe Düsseldorf Moskau                                                   | Москва, Россия            |
| Messe Düsseldorf India Pvt. Ltd.                                          | Дели, Индия               |
| Messe Düsseldorf Japan Ltd.                                               | Токио, Япония             |
| Messe Düsseldorf China Ltd.                                               | Гонконг / Шанхай, Гонконг |
| Messe Düsseldorf (Shanghai) Co., Ltd.                                     | Шанхай, Китай             |
| SNIEC — Shanghai New International Expo Center Co. Ltd.                   | Шанхай, Китай             |
| Igedo Company GmbH & Co. KG                                               | Дюссельдорф, Германия     |
| Düsseldorf Congress Veranstaltungsgesellschaft mbH                        | Дюссельдорф, Германия     |
| Messeturm Verwaltungsgesellschaft mbH                                     | Дюссельдорф, Германия     |
| FIXXUS Grundstücks-Vermietungsgesellschaft mbH Co. & Objekt Rheinhalle KG | Дюссельдорф, Германия     |
| Düsseldorf Marketing & Tourismus GmbH                                     | Дюссельдорф, Германия     |
| GEC — German Exposition Corporation International GmbH                    | Берлин, Германия          |

## Акционеры
- Город Дюссельдорф (56,5 %)
- Северный рейн-Вестфалия (20 %)
- ТПП Дюссельдорф (1,75 %)
- Ремесленная палата Дюссельдорфа (1,75 %)
- Industrieterrains Düsseldorf Reisholz AG (20 %)

## Тематика выставок на ярмарке
- Машиностроение
- Торговля
- Медицина
- Мода и стиль
- Одежда

## Список выставок
- GIFA — Международная специализированная выставка оборудования и сырья для литейного производства.
- METAV — Международная специализированная выставка станкостроения и металлообрабатывающей промышленности.
- METEC — Международная специализированная выставка технологий в металлургическом производстве.
- NEWCAST — Международная специализированная выставка готовой продукции литейного производства.
- THERM PROCESS — Международная специализированная выставка технологий термообработки.
- Tube — Международная специализированная выставка трубной промышленности.
- Wire — Международная специализированная выставка проволоки и кабеля.
- glasstec — Международная специализированная выставка стекла: машины, оборудование, применение, готовая продукция.
- interpack — Международная специализированная выставка упаковочных машин, упаковочных материалов, оборудования для кондитерской промышленности.
- K — Международная специализированная выставка пластмасс и каучука.
- drupa — Международная специализированная выставка печатной, полиграфической и бумажной продукции.
- EuroShop — Международная специализированная выставка розничной торговли.
- ProWein — Международная специализированная выставка вин и спиртных напитков.
- A+A — Международная выставка защиты и охраны труда, безопасности и гигиены труда, средств индивидуальной защиты.
- MEDICA — Международная специализированная выставка медицинского оборудования, медицинских инструментов и лекарственных препаратов.
- REHA CARE INTERNATIONAL — Международная специализированная выставка: помощь и уход за инвалидами и престарелыми.
- GDS — Международная выставка обуви.
- BEAUTY INTERNATIONAL DUESSELDORF — Международная выставка профессиональной косметики, средств по уходу за ногтями и ногами.
- TOP HAIR INTERNATIONAL — Международная выставка парикмахерского искусства.
- CPD — Collection Premiere Duesseldorf — Международная выставка женской моды.
- boot-Duesseldorf — Международная специализированная выставка лодок и яхт. Водные виды спорта, отдых на воде.
- CARAVAN SALON DUESSELDORF — Международная специализированная выставка кемпинга и туризма на колесах.

## Данные (2006)
- Всего участников: 26,222 из них 53 % зарубежные
- Всего посетителей: 1,297,026 Изних зарубежные
- Выручка: 300 млн Евро, в т ч 200 млн Евро из Германии[4]